# Daniel Smith
Daniel Smith — американская компания по производству художественных материалов. Основана в 1976 году художником-гравером Дэниелом Смитом. Первоначально компания занималась изготовлением красок для гравюры, затем расширила свой ассортимент, предлагая акварельные, масляные и акриловые краски. Производство находится в Сиэтле, штат Вашингтон, США. Компания позиционирует свои продукты как художественные материалы для профессионалов.
Одним из главных отличий компании является широкое использование пигментов, приготовленных из натуральных минералов, полудрагоценных камней и других геологических отложений. Коллекция под маркой PrimaTek® включает краски сделанные из бирюзы, ляпис-лазури, родонита, кианита и серпентина. По ряду исследований, природный пигмент содержится в незначительных количествах, а основу составляют более дешёвые синтетические аналоги. А в отдельных и 100 % из синтетики.